# 格伦达·罗伯逊
格伦达·罗伯逊（英語：Glenda Robertson，1961年3月7日—），澳大利亚女子游泳运动员。她曾代表澳大利亚参加1978年英联邦运动会游泳比赛，获得一枚铜牌。她也曾参加1976年夏季奥运会。